# Ludmilla (ca sĩ)
Ludmila Oliveira da Silva (sinh ngày 24 tháng 4 năm 1995), hay còn được biết đến với nghệ danh là Ludmilla, là nữ ca sĩ kiêm sáng tác nhạc người Brasil. Cô bắt đầu trở nên nổi tiếng vào năm 2012 với ca khúc "Fala Mal de Mim".

## Thời thơ ấu
Ludmila sinh ra tại thành phố Rio de Janeiro, nhưng lớn lên ở Duque de Caxias, bang Rio de Janeiro, Brasil. Nghệ danh cũ của cô, MC Beyoncé, được lấy cảm hứng từ nữ ca sĩ người Mỹ Beyoncé. Ludmilla được coi là một trong những nghệ sĩ nổi bật nhất trong giới trẻ nói riêng cũng như trong nền âm nhạc đương đại của Brasil nói chung.

## Đời tư

### 2012: MC Beyoncé

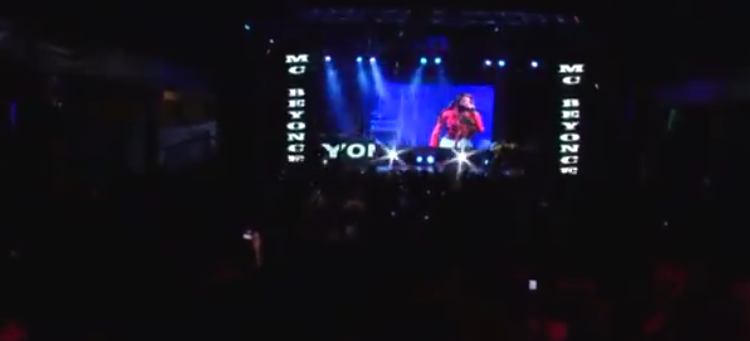
Ludmilla năm 2013

Ludmilla bắt đầu sự nghiệp với việc đăng tải các video tự hát lên mạng YouTube.
Cô được khán giả biết đến rộng rãi qua ca khúc "Fala Mal de Mim" (ra mắt dưới nghệ danh MC Beyoncé) được đăng trên YouTube. Ca khúc lần đầu xuất hiện tại đây vào tháng 5 năm 2012 và có hơn 17 triệu lượt xem. Video ca nhạc chính thức cũng được cho ra mắt vào tháng 10 cùng năm, có hơn 15 triệu lượt xem. Kể từ thời điểm này, cô bắt đầu chuyến lưu diễn của mình toàn Brasil cũng như xuất hiện trên nhiều chương trình ti vi. Trong một cuộc phỏng vấn với chương trình Domingo Legal, Ludmilla cho biết nghệ danh cũ của mình là do các bạn gợi ý vì cô là một fan hâm mộ Beyoncé.

## Danh sách album
- Hoje (2014)
- A Danada Sou Eu (2016)